# Сезон паломничества на Север
Сезон паломничества на Север (араб. موسم الهجرة إلى الشمال‎ Mawsim al-Hijrah ilâ al-Shamâl) — классический постколониальный арабский роман суданского писателя Тайиба Салиха.
Роман, благодаря которому Салих наиболее известен, был опубликован в 1966 году. Впервые роман был опубликован в бейрутском журнале «Хивар». Главная тема романа — влияние британского колониализма и европейской современности в целом на сельское общество в Африке и суданскую культуру и идентичность в частности. Его роман отражает конфликты современного Судана и изображает жестокую историю европейского колониализма, как образующую реальность современного суданского общества. Арабская Литературная академия, расположенная в Дамаске, назвала его одним из лучших романов на арабском языке двадцатого века. «Сезон паломничества на Север» считается важным поворотным пунктом в развитии повествования постколониальной литературы, произведение фокусируется на столкновении Востока и Запада.
Роман вошёл в список Всемирной библиотеки 100 лучших книг всех времён и народов, составленный Норвежским книжным клубом.

## Исторический контекст
В январе 1899 года для управления Суданом Британией и Египтом был создан кондоминиум, или совместная власть. Судан получил независимость в 1956 году, но затем был охвачен двумя продолжительными гражданскими войнами на протяжении большей части оставшегося XX века. Действие этого романа происходит в 1960-е годы, знаменательное и бурное время в истории Судана.

## Цензура
Роман был запрещён в Судане, на родине его автора, начиная с 1989 года, потому что наглядные сексуальные образы из этого произведения оскорбляли исламское правительство. Сегодня роман уже доступен в Судане.